# Lucia-Mahaut
Lucia-Mahaut de Blois (1095-25 de noviembre de 1120), conocida también como Matilda o Maud, fue una noble francesa, hija de Esteban II de Blois y de Adela de Normandía. Se casó con Ricardo de Avranches, Conde de Chester. Ella y su marido se unieron a Guillermo Adelin, heredero del Rey Enrique I de Inglaterra, a bordo del Barco Blanco que colisionó contra una roca y se hundió en las proximidades de Barfleur, en Normandía. Perecieron todos los que iban a bordo, incluida Lucia-Mahaut, excepto dos personas.